# گای دوگدیل
گای دوگدیل (انگلیسی: Guy Dugdale; ۹ آوریل ۱۹۰۵ – ۷ نوامبر ۱۹۸۲) از برندگان مدال‌های بازی‌های المپیک زمستانی اهل بریتانیا بود.